# 乾县
县位于陕西省咸阳市，古稱奉天縣，距西安60公里，人口約46万人。关中地区重要的粮食主产区，东邻礼泉县，紧靠礼泉县城，西接寶雞市之扶风、麟游，以漆水河为界，南连兴平、武功，北临永寿。区域总面积为1002.7平方公里。耕地103.12万亩。以武则天和唐高宗李治合葬墓乾陵出名。

## 行政区划
乾县下辖1个街道办事处、15个行政建制镇：
城关街道、薛录镇、梁村镇、临平镇、姜村镇、王村镇、马连镇、阳峪镇、峰阳镇、注泔镇、灵源镇、阳洪镇、梁山镇、周城镇、新阳镇和大杨镇。
| 乡镇名称 | 简介 | 名称来历 |
| -------- | --- | --- |
| 城关镇   | 乾县中心地区，全镇总面积70.7平方公里，农业人口53788人，耕地面积60429亩，辖32个行政村，174个村民小组。                    | 县政府所在地 |
| 临平镇   | 乾县西南部，全镇总面积70329.8亩，耕地面积43614亩，总户数6419户，总人口29670人，辖11个行政村，92个村民小组。              | 一是汉信武侯靳歙封号临平君。二是取名临平观。三是就地理，南东两面临原平地故得其名。                                                                                     |
| 阳洪镇   | 乾县东部，辖10个行政村，26个自然村，90个村民小组，共5543户，24321人，总面积48580亩，耕地面积41090亩。                    | 因位于梁山东支山之南谓之阳，“洪”是大水之意。从地形看位于梁山东南，地势低平，逢雨季大雨奔流而下浸漫此地，久之淤积大片肥沃农田，即阳洪滩之由来。清曾设店铺，又名阳洪店。 |
| 王村镇   | 乾县南部，总面积43.6 平方公里，10个行政村、37个自然村，113个村民小组，7393户，32329人，耕地面积5.1万亩。                 | 王姓始居于此，初名王村，又传说有一将军镇守于此，流管附近三十六村，群众称之为大王。                                                                                     |
| 注泔镇   | 乾县东北部，全镇12个行政村，105个村民小组，5366户，22369人。总面积55平方公里，其中耕地面积5.4万亩。                      | 一是五峰山河水伏地而行于北著泔复出地面最后注入泔河。二是西沟古有泉水，水味甘甜，秦曾建甘泉宫，秦始皇饮此泉水，当地人称之为“主水”，后有“主水甘泉”得名。                 |
| 薛录镇   | 乾县东南部，全镇11个行政村、24自然村，180村民小组，总人口31280人，耕地面积40919.3亩。                                    | 俗传薛仁贵食采于此，故名薛录，原为薛禄。 |
| 梁村镇   | 乾县中南部，全镇总面积56.2平方公里，耕地面积58006亩。19个行政村，45个自然村，129个村民小组，8097户，37000人。            | 明洪武大移民时，山西洪洞梁子村群众移居于此，为纪念故乡，沿用原村名。                                                                                                   |
| 马连镇   | 乾县东南部，总面积33平方公里，耕地面积28595亩，全镇辖10个行政村，121个村民小组，6081户，27422人。                        | 原为马林，唐德宗时大将马燧之后始居于古北蟒山松树林一带而得名，近音转化为马连村。                                                                                       |
| 峰阳镇   | 乾县东北部，全镇辖12个行政村，56个自然村，112个村民小组，5301户，21362人，总面积96.8平方公里，耕地面积为6.9万亩。        | 五峰山之南，古称山之南为阳，故得名峰阳。 |
| 阳峪镇   | 乾县最北部，，全镇总面积72.3平方公里，总人口31952人，耕地面积64777亩，全镇辖16个行政村，136个村民小组。                  | 山之南谓之阳，山之谷谓之峪，故得名阳峪。 |
| 灵源镇   | 乾县东部，全镇共9个行政村,71个村民小组，5336户，23000多人，全镇总面积12221.92亩。                                        | 唐时所建灵源寺而得名。 |
| 姜村镇   | 乾县南部，总面积52.25平方公里，全镇共辖12个行政村，6940户，有30145人，耕地面积46066亩。                                  | 因靠近武功，武功古为邰地，周人发祥地，周之外戚姜姓散居于此，筑城建堡，故名姜村。                                                                                       |
| 大杨乡   | 乾县东南部，面积68平方公里，全乡共有19个行政村，155个村民小组，41690人，耕地面积64614亩。                                | 唐李渊废隋恭帝杨侑，以奉天之地四百顷奉之，子孙遂为县人，之十代杨怀顺，又子十二，始分世田，号“十二杨村”，杨之长子公侯居于此，金初，以大家之宗主祭祀事，故名大杨。       |
| 大墙乡   | 乾县东南部。全乡辖区33．1平方公里，9个行政村，23个自然村，61个村民小组，总人口16440人，耕地面积26093亩。                 | 明初，以城墙修筑高大而取名大墙。 |
| 漠西乡   | 乾县中部，总面积48.39平方公里，辖14个行政村，90个村民小组，19804人，耕地面积46295.6亩。                                  | 1961年建公社，因位于漠谷河之西定名漠西。 |
| 新阳乡   | 乾县西部，总面积39.06平方公里，辖12个行政村，92个村民小组，23767人，全乡耕地面积37521亩。                                | 解放初，境内有新村乡和三阳乡，各取一字得名。 |
| 石牛乡   | 乾县西北部，总面积约53.66平方公里，总耕地面积40474.82亩，全乡共辖11个行政村，42个自然村，52个村民小组，2782户，12007人。 | 境内有金代石牛而得名。 |
| 梁山乡   | 乾县中部，全乡总面积72.5平方公里，耕地面积60569亩，全乡辖12个行政村、105个村民小组，总户数4528户，总人口1.92万人。       | 秦皇汉武巡幸梁山宫之望山宫。 |
| 关头乡   | 乾县西北部，全乡辖7个行政村，1821户，7069人，耕地面积26666.1亩。                                                         | 古大横关之源头，有两沟交汇之分水桥，漆漠两河之间南北要道，唯此一径，得名关头                                                                                           |
| 周城乡   | 乾县西南部，总面积约32.9平方公里，耕地面积34321亩下辖9个行政村，36个自然村，77个村民小组，总户数6057户，总人口2760人。   | 周公旦建成设府之地。 |

## 人口
2020年末，咸阳市第七次全国人口普查結果显示：乾县常住人口为456680人，男性人口占比51.27%，女性人口占比48.73%，年龄结构中0-14岁占比17.99%，15-59岁占比58.82%，60岁以上占比23.2%，65岁以上占比16.52%。

## 交通
- 312国道过境
- 福银高速乾县北出口

## 文物史迹
乾陵，乾陵为国家4A级风景名胜区，盛产苹果、梨等水果。